# Campo dei Tolentini
Le Campo dei Tolentini est une place (campo) de Venise, située dans le sestiere de Santa Croce, non loin de la Piazzale Roma et de la gare.

## Lieux d'intérêt
Sur la place se trouvent l'entrée de l'Institut Universitaire d'Architecture de Venise ainsi que l'Église San Nicola da Tolentino.

## Images

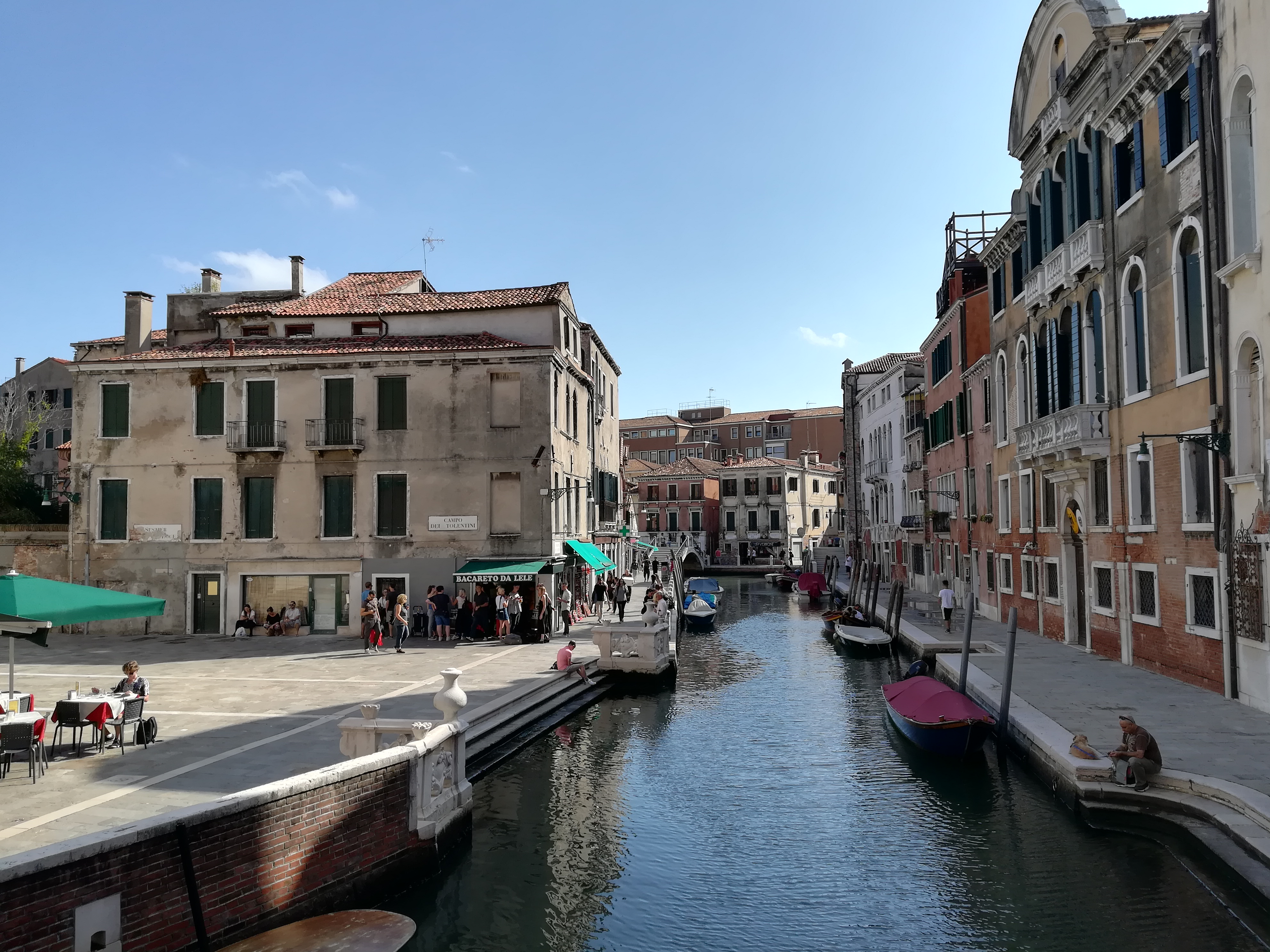
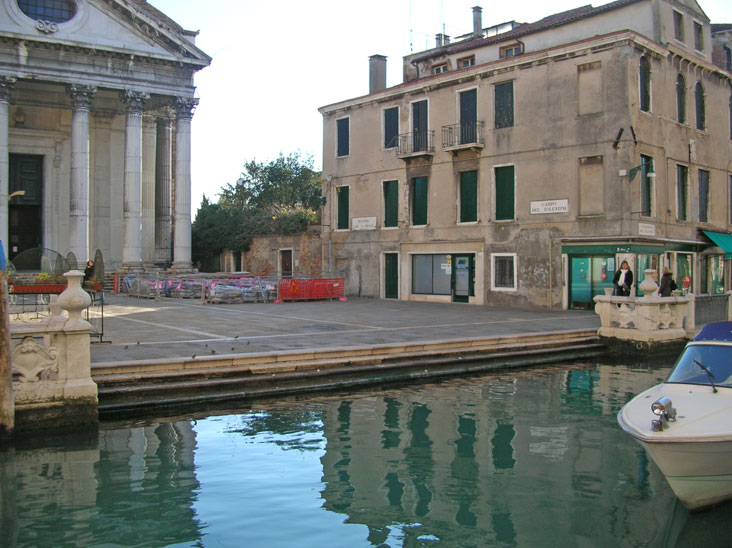
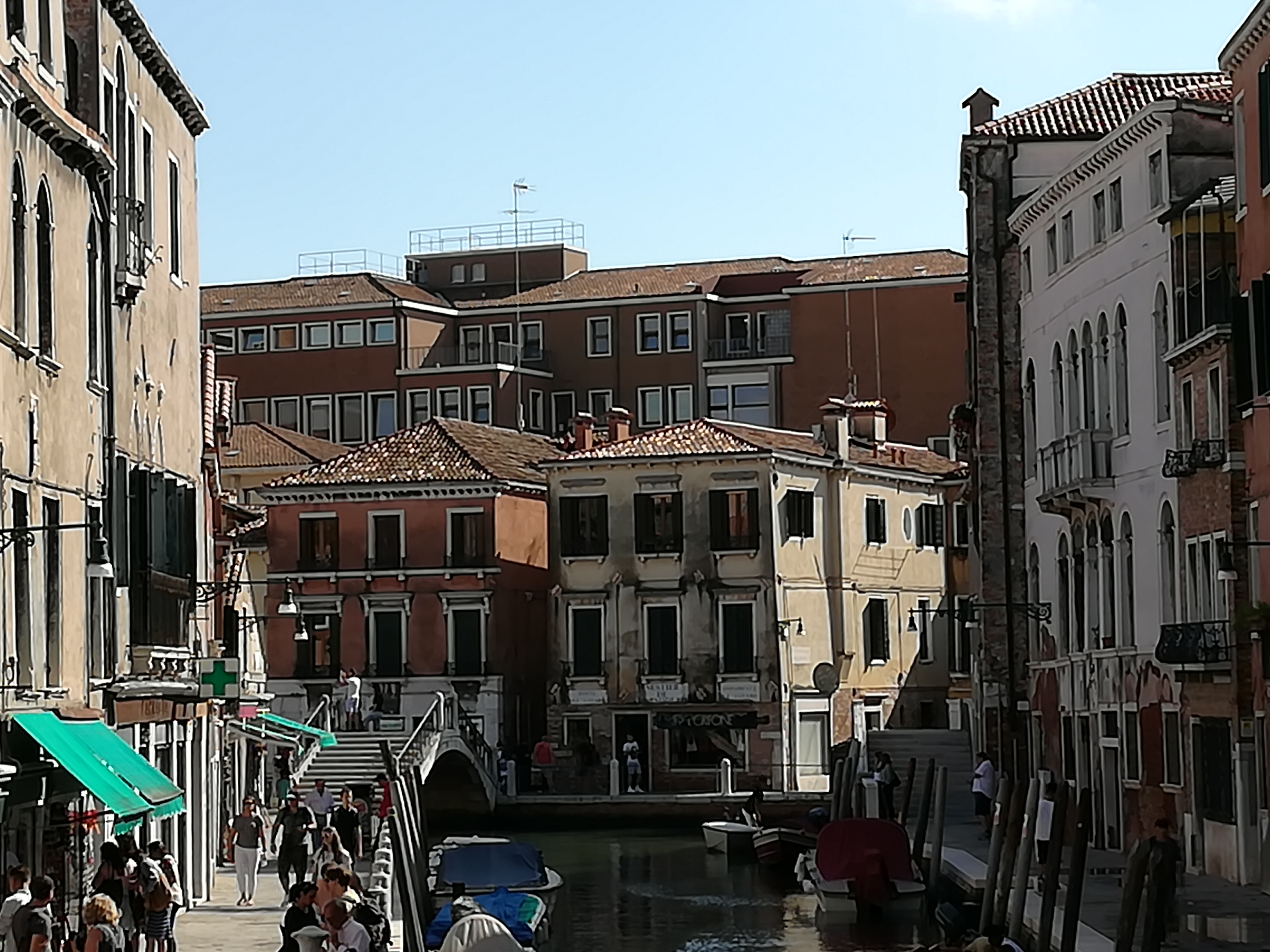